# Episodi di Flikken (sesta stagione)
La sesta stagione della serie televisiva Flikken è stata trasmessa in anteprima in Belgio dalla één tra il 5 settembre 2004 e il 28 novembre 2004.
| nº | Titolo originale   | Titolo italiano | Prima TV Belgio   | Prima TV Italia |
| -- | ------------------ | --------------- | ----------------- | --------------- |
| 1  | Oorlog             | inedito         | 5 settembre 2004  | inedito         |
| 2  | In het duister     | inedito         | 12 settembre 2004 | inedito         |
| 3  | Wolf               | inedito         | 19 settembre 2004 | inedito         |
| 4  | Geflikt            | inedito         | 26 settembre 2004 | inedito         |
| 5  | Solfer             | inedito         | 3 ottobre 2004    | inedito         |
| 6  | De getuige         | inedito         | 10 ottobre 2004   | inedito         |
| 7  | Den Bok            | inedito         | 17 ottobre 2004   | inedito         |
| 8  | Rook               | inedito         | 24 ottobre 2004   | inedito         |
| 9  | Stof               | inedito         | 31 ottobre 2004   | inedito         |
| 10 | De verbrande vrouw | inedito         | 7 novembre 2004   | inedito         |
| 11 | De Vikings         | inedito         | 14 novembre 2004  | inedito         |
| 12 | Kwelling           | inedito         | 21 novembre 2004  | inedito         |
| 13 | Verlossing         | inedito         | 28 novembre 2004  | inedito         |